# Knight (Wisconsin)
Knight es un pueblo ubicado en el condado de Iron en el estado estadounidense de Wisconsin. En el Censo de 2010 tenía una población de 211 habitantes y una densidad poblacional de 0,86 personas por km².

## Geografía
Knight se encuentra ubicado en las coordenadas 46°16′38″N 90°21′48″O / 46.27722, -90.36333. Según la Oficina del Censo de los Estados Unidos, Knight tiene una superficie total de 246.27 km², de la cual 244.02 km² corresponden a tierra firme y (0.91%) 2.25 km² es agua.

## Demografía
Según el censo de 2010, había 211 personas residiendo en Knight. La densidad de población era de 0,86 hab./km². De los 211 habitantes, Knight estaba compuesto por el 98.1% blancos, el 0% eran afroamericanos, el 0.47% eran amerindios, el 0.95% eran asiáticos, el 0% eran isleños del Pacífico, el 0% eran de otras razas y el 0.47% pertenecían a dos o más razas. Del total de la población el 0% eran hispanos o latinos de cualquier raza.